# El Esteler
El Esteler es una aldea perteneciente a la parroquia de Cartavio, en el concejo de Coaña, comarca de Eo-Navia, Principado de Asturias, España.